# Chlodomer

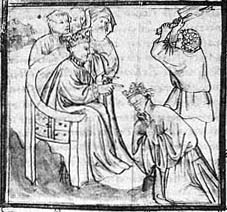
Chlodomer

Chlodomer, född cirka 495, frankisk, merovingisk kung, Klodvigs andre son.
Vid Klodvigs död 511 delade Chlodomer frankerriket med sina tre bröder Theoderik I, Childebert I och Chlothar I. Trots den äldste brodern Theoderiks anspråk lyckades Chlodomer dela halva riket med sina två andra bröder. Detta gav honom Kungadömet Orléans vilket inkluderade biskopsdömena Tours, Poitiers och Orléans.
Chlodomer gifte sig med Guntheuca (Gondioque?) som födde honom tre söner: Theodebald, Gunthar (?) och Clodoald.
På tillskyndan av sin mor Clotilda som sökte hämnas mordet på sin far som mördats av Sigismund av Burgund, anföll Chlodomer tillsammans med sin bror Burgund 523-524. Efter att ha tillfångatagit Sigismund återvände Chlodomer till Orléans. Sigismunds bror Gondomar återvände då i triumf till Burgund med de trupper han erhållit från sin allierade, den ostrogotiske kungen Theoderik den store, och massakrerade den frankiska styrkan som lämnats kvar.
Chlodomer lät mörda Sigismund och hans söner Gisald och Gondebaud 1 maj 524 och ledde därefter ett nytt fälttåg mot Burgund. Han dog på våren eller sommaren under detta fälttåg i slaget vid Vèreronce. Hans tre söner lämnades hos hans mor till dess hans änka gift sig med Chlothar I. Chlothar lät dock mörda alla sönerna utom Clodoald som lyckades fly. Han lät klippa sitt hår och blev abbot i klostret i Nogent och är mer känd som helgonet Saint Cloud.